# Les Météores
Pour l'essai de René Descartes, voir Les Météores (Descartes). Pour l'essai de Valéry Coquant, voir Les Météores. Gary, Onassis, Citroën : Trois destins au-delà de la fiction.
Les Météores est le quatrième roman de Michel Tournier, publié en 1975. Cet ouvrage raconte la vie de jumeaux, Jean et Paul.

## Résumé
Des jumeaux, Jean et Paul, forment un couple fraternel si uni qu'on l'appelle Jean-Paul. Mais Jean veut briser cette chaîne et essaie de se marier. Paul fait échouer ce projet. Désespéré, Jean part seul en voyage de noces à Venise. Paul se lance à sa poursuite et accomplit un long voyage initiatique autour du monde.

## Thème
À travers des aventures multiples et de nombreux personnages, comme le scandaleux oncle Alexandre surnommé le dandy des gadoues, ce roman illustre le grand thème du couple humain. 
Selon Carles Besa, l’« authentique nouveauté des Météores [...] semble reposer sur la multiplicité de formes à laquelle l’auteur est parvenu ».